# حوزه انتخابیه چهارم نیوجرسی
حوزه انتخابیه چهارم نیوجرسی یک حوزه انتخابیه مجلس نمایندگان آمریکا است که در ایالت نیوجرسی قرار دارد.